# Гоцев лист (1933)
Вижте пояснителната страница за други значения на Гоцев лист.
„Гоцев лист“ с подзаглавие Орган на Македонското младежко дружество „Гоце Делчев“ – Варна е български вестник, излизал във Варна, България.
Излиза в единствен брой на 4 май 1933 година под редакцията на редакционен комитет. Печата се в печатница „Добри Тодоров“ в тираж от 1000 броя. Вестникът е паметен лист, посветен на живота и делото на Гоце Делчев по повод 30 години от смъртта му. Стои на леви позиции.